# Kinh Cầu Đức Bà
Kinh Cầu Đức Bà (tiếng Latinh: Litaniae Lauretanae) là một bản kinh cầu Đức Mẹ của Giáo hội Công giáo Rôma được Giáo hoàng Xíttô V phê duyệt vào năm 1587. Kinh này còn được gọi là Kinh Cầu ở Loreto - tức là đền Maria Loreto (Ý), nơi được cho là xuất xứ của lời kinh vào năm 1558.
Kinh Cầu Đức Bà nêu lên rất nhiều chức danh chính thức và không chính thức của Maria, thường được đọc chung bằng cách xướng và đáp. Nhiều nhà soạn nhạc cổ điển, ví dụ như Wolfgang Amadeus Mozart đã viết các nhạc phẩm từ Kinh Cầu Đức Bà này.

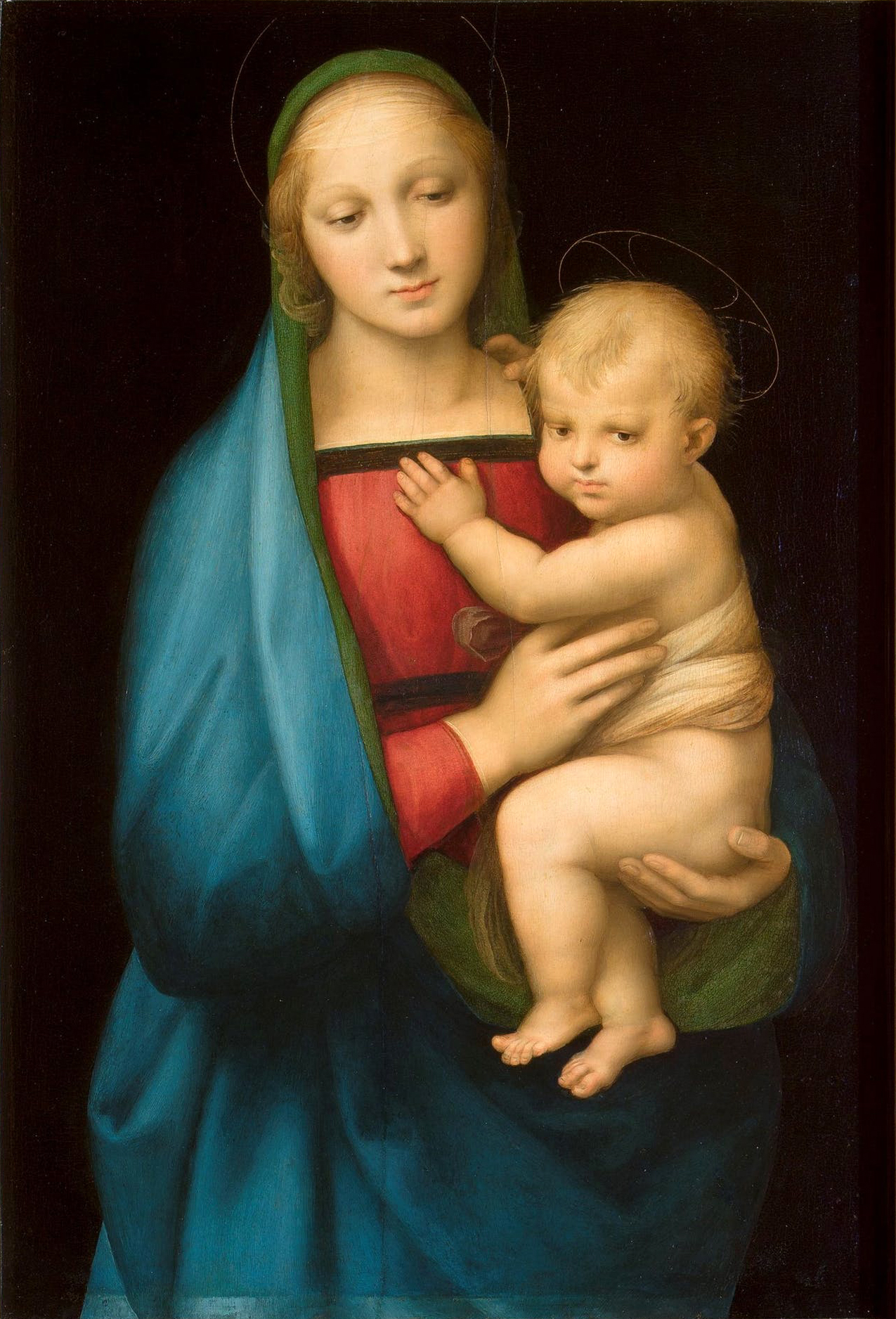
Tranh của Raffaello Sanzio, 1505

## Bản văn

### Bản văn hiện hành
Những nơi [...], câu bên trong được Đức Hồng y Bộ trưởng Bộ Phụng tự và Kỷ luật các Bí tích dưới thời Giáo hoàng Phan-xi-cô thông báo thêm vào.

##### KINH CẦU ĐỨC BÀ
Xướng (X): Xin Chúa thương xót chúng con.

Đáp (Đ): Xin Chúa thương xót chúng con.

X: Xin Chúa Kitô thương xót chúng con.

Đ: Xin Chúa Kitô thương xót chúng con.

X: Xin Chúa thương xót chúng con.

Đ: Xin Chúa thương xót chúng con.

X: Chúa Kitô nghe cho chúng con.

Đ: Chúa Kitô nhậm lời chúng con.
X: Đức Chúa Cha ngự trên trời là Đức Chúa Trời thật.

Đ: Thương xót chúng con.

X: Đức Chúa Con chuộc tội cứu thế là Đức Chúa Trời thật.

Đ: Thương xót chúng con.

X: Đức Chúa Thánh Thần là Đức Chúa Trời thật.

Đ: Thương xót chúng con.

X: Ba Ngôi cũng là một Đức Chúa Trời.

Đ: Thương xót chúng con.
X: Rất Thánh Đức Bà Maria.

Đ: Cầu cho chúng con.

X: Rất Thánh Đức Mẹ Chúa Trời.

Đ: Cầu cho chúng con.

X: Rất Thánh Nữ Đồng Trinh trên hết các kẻ đồng trinh.

Đ: Cầu cho chúng con.

X: Đức Mẹ Chúa Kitô.

Đ: Cầu cho chúng con.

X: [Đức Mẹ là Mẹ Hội Thánh.]

Đ: Cầu cho chúng con.

X: [Đức Mẹ đầy lòng thương xót.]

Đ: Cầu cho chúng con.

X: Đức Mẹ thông ơn Thiên Chúa.

Đ: Cầu cho chúng con.

X: [Đức Mẹ là lẽ cậy trông.]

Đ: Cầu cho chúng con.

X: Đức Mẹ cực thanh cực tịnh.

Đ: Cầu cho chúng con.

X: Đức Mẹ cực tinh cực sạch.

Đ: Cầu cho chúng con.

X: Đức Mẹ tuyền vẹn mọi đàng.

Đ: Cầu cho chúng con.

X: Đức Mẹ chẳng vướng bợn nhơ.

Đ: Cầu cho chúng con.

X: Đức Mẹ rất đáng yêu mến.

Đ: Cầu cho chúng con.

X: Đức Mẹ cực mầu cực nhiệm.

Đ: Cầu cho chúng con.

X: Đức Mẹ chỉ bảo đàng lành.

Đ: Cầu cho chúng con.

X: Đức Mẹ sinh Chúa tạo thiên lập địa.

Đ: Cầu cho chúng con.

X: Đức Mẹ sinh Chúa Cứu Thế.

Đ: Cầu cho chúng con.
X: Đức Nữ cực khôn, cực ngoan.

Đ: Cầu cho chúng con.

X: Đức Nữ rất đáng kính chuộng.

Đ: Cầu cho chúng con.

X: Đức Nữ rất đáng ngợi khen.

Đ: Cầu cho chúng con.

X: Đức Nữ có tài, có phép.

Đ: Cầu cho chúng con.

X: Đức Nữ có lòng khoan nhân.

Đ: Cầu cho chúng con.

X: Đức Nữ trung tín thật thà.

Đ: Cầu cho chúng con.
X: Đức Bà là gương nhân đức.

Đ: Cầu cho chúng con.

X: Đức Bà là tòa đấng khôn ngoan.

Đ: Cầu cho chúng con.

X: Đức Bà làm cho chúng con vui mừng.

Đ: Cầu cho chúng con.

X: Đức Bà là Đấng trọng thiêng.

Đ: Cầu cho chúng con.

X: Đức Bà là Đấng đáng tôn trọng.

Đ: Cầu cho chúng con.

X: Đức Bà là Đấng sốt mến lạ lùng.

Đ: Cầu cho chúng con.

X: Đức Bà như hoa hường mầu nhiệm vậy.

Đ: Cầu cho chúng con.

X: Đức Bà như lầu đài Đa-vít vậy.

Đ: Cầu cho chúng con.

X: Đức Bà như tháp ngà báu vậy.

Đ: Cầu cho chúng con.

X: Đức Bà như đền vàng vậy.

Đ: Cầu cho chúng con.

X: Đức Bà như hòm bia Thiên Chúa vậy.

Đ: Cầu cho chúng con.

X: Đức Bà là cửa Thiên Đàng.

Đ: Cầu cho chúng con.

X: Đức Bà như sao mai sáng vậy.

Đ: Cầu cho chúng con.

X: Đức Bà cứu kẻ liệt kẻ khốn.

Đ: Cầu cho chúng con.

X: Đức Bà bầu chữa kẻ có tội.

Đ: Cầu cho chúng con.

X: [Đức Bà nâng đỡ di dân.]

Đ: Cầu cho chúng con.

X: Đức Bà yên ủi kẻ âu lo.

Đ: Cầu cho chúng con.

X: Đức Bà phù hộ các giáo hữu.

Đ: Cầu cho chúng con.
X: Nữ Vương các Thánh Thiên Thần.

Đ: Cầu cho chúng con.

X: Nữ Vương các Thánh Tổ Tông.

Đ: Cầu cho chúng con.

X: Nữ Vương các Thánh Tiên Tri.

Đ: Cầu cho chúng con.

X: Nữ Vương các Thánh Tông Đồ.

Đ: Cầu cho chúng con.

X: Nữ Vương các Thánh Tử vì Đạo.

Đ: Cầu cho chúng con.

X: Nữ Vương các Thánh hiển tu.

Đ: Cầu cho chúng con.

X: Nữ Vương các Thánh Đồng Trinh.

Đ: Cầu cho chúng con.

X: Nữ Vương các Thánh Nam cùng các Thánh Nữ.

Đ: Cầu cho chúng con.

X: Nữ Vương chẳng hề mắc tội tổ tông.

Đ: Cầu cho chúng con.

X: Nữ Vương linh hồn và xác lên trời.

Đ: Cầu cho chúng con.

X: Nữ Vương các gia đình.

Đ: Cầu cho chúng con.

X: Nữ Vương truyền phép Rất Thánh Mân Côi.

Đ: Cầu cho chúng con.

X: Nữ Vương ban sự bằng an.

Đ: Cầu cho chúng con.
X: Chúa Giêsu chuộc tội cứu thế.

Đ: Chúa tha tội chúng con.

X: Chúa Giêsu chuộc tội cứu thế.

Đ: Chúa nhậm lời chúng con.

X: Chúa Giêsu chuộc tội cứu thế.

Đ: Chúa thương xót chúng con.
X: Lạy Rất Thánh Đức Mẹ Chúa Trời, xin cầu cho chúng con

Đ: Đáng chịu lấy những sự Chúa Kitô đã hứa.

Lời nguyện

Chúng con lạy ơn Rất Thánh Đức Mẹ Chúa Trời, chúng con trông cậy Đức Bà là chủ bầu chúng con. Xin cho chúng con biết lòng Đức Mẹ yêu dấu con mọn này còn ở dưới thế cách xa mặt Mẹ. Đức Chúa Giêsu xưa xuống thế gian, chẳng bỏ loài kẻ có tội, lại liều mình chịu nạn chịu chết vì hết cả và loài người ta. Đức Mẹ cũng một lòng theo con như vậy. Mẹ ôi, khoan thay, nhân thay, chớ trở mặt đi mà chẳng nhìn chúng con. Xin Đức Mẹ thương xem dạy dỗ yên ủi chúng con. Con cậy Mẹ có phép tắc nhiều trên hết Thiên Thần cùng trên hết các Thánh. Chúng con còn ở dưới thế nầy như kẻ đi biển cả vậy. Đức Mẹ là như ngôi sao chính ngự ở trời bên Bắc vậy. Xin Đức Mẹ dẫn đàng cho chúng con được theo, kẻo phải xiêu chìm sa hỏa ngục vô cùng. Chúng con trông Đức Mẹ cho chúng con ngày sau được vào cửa Thiên Đàng xem thấy mặt Đức Chúa Giêsu cùng mặt Đức Mẹ, được chịu muôn muôn sự phúc gồm hết mọi sự tốt lành chẳng hay hết chẳng hay cùng. Amen.

### Bản văn Hán-Nôm - Kinh Cầu Chữ
Những nơi [...], câu bên trong là qua các đời Giáo hoàng được thêm vào.

##### KINH CẦU CHỮ
Thiên Chúa căng liên thần đẳng.

Kirixitê căng lân thần đẳng.

Thiên Chúa căng liên thần đẳng.

Kirixitô phủ thính thần đẳng.

Kirixitô thùy doãn thần đẳng.

Tại thiên Thiên Chúa Phụ giả,

Thưa: Căng liên thần đẳng.

Thục thế Thiên Chúa Tử giả,

Thưa: Căng liên thần đẳng.

Thánh Thần Thiên Chúa giả,

Thưa: Căng liên thần đẳng.

Tam vị nhất thể Thiên Chúa giả,

Thưa: Căng liên thần đẳng.

Thánh Ma-ri-a,

Thưa: Vị thần đẳng kỳ. (Dĩ hạ)

Thiên Chúa Thánh Mẫu,

Đồng thân chí thánh đồng thân giả,

Ki-ri-xi-tô chi Mẫu,

[Thánh Giáo hội chi Mẫu]

Thiên Chúa sủng ái chi mẫu,

Chí khiết chi Mẫu,

Chí trinh chi Mẫu,

Vô tốn giả Mẫu,

Vô điếm giả Mẫu,

Khả ái giả Mẫu,

Khả kỳ giả Mẫu,

Thiện dụ chi Mẫu,

Tạo vật chi Mẫu,

Cứu Thế chi Mẫu,

Cực trí giả Trinh Nữ,

Khả kính giả Trinh Nữ,

Khả tụng giả Trinh Nữ,

Đại năng giả Trinh Nữ,

Khoan nhân giả Trinh Nữ,

Đại trung giả Trinh Nữ,

Nghĩa đức chi kính,

Thượng trí chi tọa,

Thần lạc chi duyên,

Diệu thần chi khí,

Khả sùng chi khí,

Thánh tình đại khí,

Huyền nghĩa văn côi,

Đại Vệ địch lâu,

Thượng nha bảo tháp,

Hoàng kim chi điện,

Kết ước chi quỹ,

Thượng thiên chi môn,

Hiểu minh chi tinh,

Bệnh nhân chi thuyên,

Tội nhân chi thác,

Ưu khổ chi úy,

Tiến giáo chi hựu,

Thiên Thần chi Hậu,

Thánh tổ chi Hậu,

Tiên tri chi Hậu,

Tông đồ chi Hậu,

Vị nghĩa xả mệnh giả chi Hậu,

Chuyên vụ tu đạo giả chi Hậu,

Chư đồng thân chi Hậu,

Chúng thánh nhân chi Hậu,

Thủy nhai Vô nhiễm nguyên tội chi Hậu,

[Linh hồn hoà thân thể đích Nữ Vương thăng thiên,]

Chí thánh Mân Côi chi Hậu,

[Gia đình chi Hậu,]

An hòa chi Hậu,

Thủy thai Vô nhiễm nguyên tội chi Hậu,

Chí thánh Mân Côi chi Hậu,

Trừ miễn thế tội Thiên Chúa dương cao giả,

Thưa: Chúa xá thần đẳng.

Trừ miễn thế tội Thiên Chúa dương cao giả.

Thưa: Chúa doãn thần đẳng.

Trừ miễn thế tội Thiên Chúa dương cao giả.

Thưa: Chúa liên thần đẳng.

Lời nguyện

Thiên thần lai báo Thánh Mẫu Ma-ri-a, 
Nãi nhân Chúa Thánh Thần thụ dựng. 
Thỉnh chúng đồng đảo, khẩn kỳ Thiên Chúa, dĩ Chúa thánh sủng phó ư thần đẳng linh hồn, tỉ thần phàm do Thiên Thần chi báo, dĩ chi Thiên Chúa Tử Gia-tô giáng dựng giả, nhân kỳ khổ nạn cập kỳ thập tự Thánh giá, hạnh đại phục sinh chi vinh phúc, diệc vị thị thần đẳng Chúa Ki-ri-xi-tô. Amen.
Thiên Chúa đồng hựu vĩnh dự thần đẳng giai yên. Amen.